# Front Białoruski (1943–1944)
Front Białoruski (ros. Белорусский фронт) – związek operacyjno-strategiczny Armii Czerwonej o kompetencjach administracyjnych i operacyjnych na zachodnim terytorium ZSRR, działający podczas wojny z Niemcami w czasie II wojny światowej.

## Formowanie i walki
Utworzony 20 października 1943 z przemianowania Frontu Centralnego.
Front rozwinął się na linii: dolny bieg rzeki Soż, Homel, Łojew, Czarnobyl, Tieremce. Walczył przeciw Grupie Armii „Środek”.
Przeprowadził operację homelsko-rzeczycką (10–30 listopada 1943), w wyniku której osiągnął linię: Mozyrz, Żłobin, Bychów, Czausy. 14 stycznia 1944 wyzwolił Mozyrz i Kalinkowicze. 

17 lutego 1944 przemianowany na 1 Front Białoruski.

## Dowództwo frontu
Dowódca: 
- gen. armii Konstanty Rokossowski[1].

Szef sztabu:
- gen. płk Michaił Malinin[2]

## Struktura organizacyjna
Początkowy skład:
- 3 Armia,
- 48 Armia,
- 50 Armia,
- 61 Armia,
- 65 Armia,
- 16 Armia Lotnicza.